# Гардинер, Тони
Тони Гардинер (17 мая 1947 г. – 22 января 2024 г.) был британским математиком, который до 2012 года занимал должность доцента по математике и математическому образованию в Университете Бирмингема. Он был ответственным за основание United Kingdom Mathematics Trust в 1996 году, одной из крупнейших в Великобритании программ обогащения математики, инициировал Intermediate and Junior Mathematical Challenges, создал Problem Solving Journal для учащихся средних школ и организовал многочисленные мастер-классы, летние школы и образовательные конференции. Гардинер внес вклад во множество образовательных статей и распространяемых по всему миру образовательных брошюр. Помимо участия в математическом образовании, Гардинер также внес вклад в области бесконечных групп, конечных групп, теории графов и алгебраической комбинаторики. На момент своей смерти он все еще был членом UKMT.
В 1994–1995 годах он получил премию Пала Эрдёша за вклад в британские и международные математические соревнования и олимпиады. В 2011 году Гардинер был избран секретарем по образованию Лондонского математического общества. В 2016 году он получил премию за выдающиеся достижения в области математического образования от Техасского университета A&M.
Гардинер скоропостижно скончался 22 января 2024 года в возрасте 76 лет.

## Национальные математические соревнования Великобритании
Первым национальным соревнованием по математике стала Национальная математическая олимпиада, учрежденная в 1961 году Ф. Р. Уотсоном. Оно проводилось Математической ассоциацией с 1975 года до его принятия United Kingdom Mathematics Trust (UKMT) в 1996 году и впоследствии был известен как Senior Mathematical Challenge. В первые годы задачи для олимпиады были взяты из Американского ежегодного экзамена по математике для старших классов. Позже работы были сформированы из тех, которые использовались в других странах до 1988 года, когда была выпущена первая полностью местная работа. В 1987 году Гардинер основал Junior and Intermediate Mathematical Challenges под названием United Kingdom Mathematics Foundation, чтобы расширить возрастной диапазон учащихся для национальных математических соревнований. Гардинер усердно работал над освещением всех их с 1987 по 1995 год, и в ежегодниках UKMT говорится, что их огромный рост популярности «без сомнения был обусловлен напором, энергией и лидерством Тони Гардинера». Гардинер лично руководил Junior и Intermediate Challenges вплоть до основания UKMT, а количество участников достигло 105 000 и 115 000 человек соответственно в 1994–1995 годах. В период с 1988 по 1997 год участие в Senior Mathematical Challenge возросло с примерно 8000 заявок из 340 школ до 40 000 из почти 900 школ.
Гардинер также сыграл важную роль в создании первого конкурса по начальной математике (PMC) в 1998 году. Конкурс проводила Математическа ассоциация, и в 2010 году в нем приняли участие более 84 000 человек из 2361 школ.

## United Kingdom Mathematics Trust
United Kingdom Mathematics Trust был основан в 1996 году для поддержки большой иерархии национальных математических соревнований, которые прочно обосновались в Великобритании. В 1995 году Гардинер осознал, что из-за огромного роста популярности национальные соревнования по математике приобрели слишком большой масштаб, чтобы их можно было поддерживать в их нынешнем виде. Он предложил создать комитет и принимающую организацию для создания организации (UKMT), которая сможет коллективно проводить соревнования. На этот запрос был получен ответ от Королевского института и Алана Сломсона из Университета Лидса, в результате чего был сформирован комитет из пяти человек: Гардинера, Питера М. Неймана, Алана Сломсона, Роджера Брея и Питера Томаса. Последовало учреждение желаемой организации.
Гардинер продолжал вносить вклад в деятельность UKMT, выступая в качестве руководителя группы IMO в 1991, 1992, 1994 и 1995 годах. Он также был ответственнен за создание национальных летних математических школ.

## Буклеты с задачами для средней школы
В 2003 году Гардинер создал Problem Solving Journal, ежемесячный буклет с задачами для учащихся средних школ, целью которого было предложить стимулирующие задачи, напрячь учащихся и побудить их развивать логические мышление. Каждый выпуск содержал задачи «легкого» и «сложного» типа, разделенные на три разные возрастные группы, а также решения предыдущего выпуска и интерлюдию, которая представляет собой краткий отрывок из математического текста. Учащимся предлагалось отправлять свои решения Гардинеру, после чего он бы коментировал их и опубликовывал те, которые представляли собой особый интерес, в качестве образцовых решений в следующем выпуске, а также печатал имена тех учеников, которые отвечали на большинство вопросов.
Problem Solving Journal продолжал вестись независимо Гардинером, и число участников превышало 5500.
Более ранняя версия этого проекта была разработана Гардинером в период с 1980 по 1995 год. The Birmingham University Mid-term Mathematical Puzzles были домашним конкурсом для учащихся 11–15 лет и 16–18 лет, в котором приняли участие 3500 и 1200 человек соответственно.

## Национальная летняя школа учителей математики
Основанная Гардинером под названием United Kingdom Mathematics Foundation, Национальная летняя школа учителей математики работала в течение трех лет, с 2007 по 2009 год. Это были интенсивные шестидневные мероприятия для 60–90 учителей, причем первые из них были нацелены на более опытных учителей с намерением передать знания другим в своих школах, а последующие курсы были нацелены на новых учителей в начале их карьеры. Первая летняя школа была спонсирована Национальным центром передового опыта в преподавании математики с дополнительной спонсорской поддержкой Тринити-колледжа, Кембридж, TDA и Фонда Наффилда и проводилась в Робинсон-колледже, Кембридж. Среди выступавших были Саймон Сингх, Робин Уилсон, Колин Райт и Роб Иставей.

## Публикации
Гардинер является автором или соавтором 15 книг по преподаванию математики:
Гардинер, Энтони (1996), Mathematical Challenge, Cambridge University Press
Гардинер, Энтони (1997), More Mathematical Challenges, Cambridge University Press
Гардинер, Энтони (2002), Senior Mathematical Challenge: The UK National Mathematics Contest 1988–1996, Cambridge University Press
Гардинер, Энтони (1997), The Mathematical Olympiad Handbook: An Introduction to Problem Solving based on the First 32 British Mathematical Olympiads 1965–1996, Oxford University Press
Гардинер, Энтони (2007), Extension Mathematics: Year 7: Alpha (Extension Mathematics Ks3), Oxford University Press
Гардинер, Энтони (2007), Extension Mathematics: Year 8: Beta (Extension Mathematics Ks3), Oxford University Press
Гардинер, Энтони (2007), Extension Mathematics: Year 9: Gamma (Extension Mathematics Ks3), Oxford University Press
Гардинер, Энтони (2007), Extension Mathematics: Teacher's Book, Oxford University Press
Гардинер, Энтони (2000), Maths Challenge: Book 1, Oxford University Press
Гардинер, Энтони (2000), Maths Challenge: Book 2, Oxford University Press
Гардинер, Энтони (2000), Maths Challenge: Book 3, Oxford University Press
Гардинер, Энтони (2010), Understanding Infinity: The Mathematics of Infinite Processes, Dover Publications
Гардинер, Энтони (1987), Discovering Mathematics: The Art of Investigation, Clarendon Press
Гардинер, Энтони (1999), Mathematical Puzzling, Dover Publications
Брэдли, Кристофер; Гардинер, Энтони (2005), Plane Euclidean Geometry, UKMT
С 1978 года Гардинер также принимал участие в работе писательских групп School Mathematics Project.